# Killearn
Killearn est un village dans le Stirling, en Écosse.